# Lista över journalistiska begrepp
Detta är en lista över journalistiska begrepp på svenska.
- enkät eller voxpop – när en reporter frågar människor på stan om ett ämne.[1] "Voxpop" är en förkortning av det latinska uttrycket "vox populi" som betyder "folkets röst".[2]
- ettan – en tidnings eller webbplats förstasida avsedd att ge en överblick över de största eller senaste nyheterna.[3]
- häckning – en vanlig beståndsdel i ett mediadrev när journalister, likt fåglar, "häckar" utanför den bevakades bostad eller arbetsplats i väntan på att denna ska komma ut.
- indignationsjournalistik – en rapportering där det höga tonläget indikerar att den som rapporterar anser att publiken borde bli upprörd över det som rapporteras.[4]
- ingress – en inledande del av en artikel, ofta satt i större (och fetare) stil.
- kampanjjournalistik – journalistik där man inte objektivt redovisar fakta utan istället i ett visst syfte vinklar presentationen eller tar redaktionell ställning i en fråga.
- klickis eller klackis[5] – en artikel, nyhet eller inslag som på webben har fått många användare att klicka på den.[6]
- löpsedel eller löp – ett reklamblad avsett att fästas utanför försäljningsställen för tidningar, framförallt tidningar som huvudsakligen säljs som lösnummer. Ibland när man talar om "löp" kan det även innefatta huvudrubriker på tidningens förstasida, en sida som bland journalister vardagligt kallas ettan. I nyhetssändningar i radio eller tv avser "löp" de kort formulerade rubrikerna i början av sändningen som berättar vad sändningen innehåller.[7]
- mediedrev eller drev – ett begrepp som beskriver hur medier, i likhet med ett jaktdrev, under en tid driver en informellt gemensam bevakning och i praktiken samverkar i utvecklingen av främst politiska skandaler.
- plocksida – en sida eller uppslag i en tidning där en redaktör rekommenderar plagg och accessoarer. Att komma med på en plocksida bedöms vara extremt tacksamt då det ökar försäljningen av produkten.[8]
- puff – Inom textmedia avses en kort text på en nyhetssajt eller i en tidning utformad för att locka läsaren till en artikel som puffen länkar eller hänvisar till. Inom etermedia avses en kort sekvens där programledaren eller presentatören annonserar vad sändningen ska handla om senare.[9]
- randa – Att med skyndsamhet skriva ner en artikel.[10]
- rundis – ett lättsamt, glatt, humoristiskt nyhetsinslag som placeras sist i en nyhetssändning för att runda av med något trevligt.[11]
- sistan – sista sidan i en tidning. Jämför med "ettan".[12]
- spin – professionell marknadsföring av politik, politiker eller andra idéburna fenomen.
- ståuppa – ett framträdande i tv där en reporter står framför kameran och talar i en mikrofon.[13]
- textreklam (även kallat uppdragspublicistik, content, content marketing, advertorial, branded content, native advertising, journalistisk reklam, sponsrade artiklar och sponsrade texter) – en till synes redaktionell text där det finns bakomliggande kommersiella intressen hos textens skapare eller beställare
- vänsterkryss – den nyhet som på en tidnings förstasida placeras högst uppe till vänster (i "vänsterkrysset"). Det är oftast den nyhet som har bedömts vara störst eller viktigast.[14]